# Vieilley
Vieilley – miejscowość i gmina we Francji, w regionie Burgundia-Franche-Comté, w departamencie Doubs.
Według danych na rok 1990 gminę zamieszkiwało 525 osób, a gęstość zaludnienia wynosiła 56 osób/km² (wśród 1786 gmin Franche-Comté Vieilley plasuje się na 299. miejscu pod względem liczby ludności, natomiast pod względem powierzchni na miejscu 472.).